# Kalkning (hvidtning)
 For alternative betydninger, se Kalkning. (Se også artikler, som begynder med Kalkning)
Kalkning er en teknik, hvor man benytter kalk til at hvidte en overflade. Man benytter læsket kalk.
Teknikken har været benyttet siden middelalderen både indendørs og udendørs. Ude er kalken med til at beskytte eksempelvis lerkliningen i bindingsværk og inde er det med til at give et lysere rum og lettere at lyse op.
Kalkning er også blevet brugt i kirker, bl.a. til kalkmalerier, hvor man i første omgang brugte det til baggrundsfarve. Senere kalkede man malerierne over fordi de enten var uinteressante eller fordi man ønskede helt hvide kirkerum. 
Et andet sted hvor kalk hyppigt bliver brugt, er i staldene ude på et landbrug. Kalken bruges - ligesom i kirkerne - til at holde væggene hvide. Der bliver typisk kalket én gang om året, på et moderne landbrug. Dette for at bibeholde den hvide farve, som hurtigt kan falme i de støvende omgivelser. 
| Byggeri og bygningsdele | Spire Denne artikel om byggeri og bygningsdele er en spire som bør udbygges. Du er velkommen til at hjælpe Wikipedia ved at udvide den. |